# Rolf Walter (Bergsteiger)
Rolf Walter (* 16. August 1941 in Weyer; † 2. oder 3. September 1985 am Mont Blanc) war ein österreichischer Bergsteiger.

## Leben

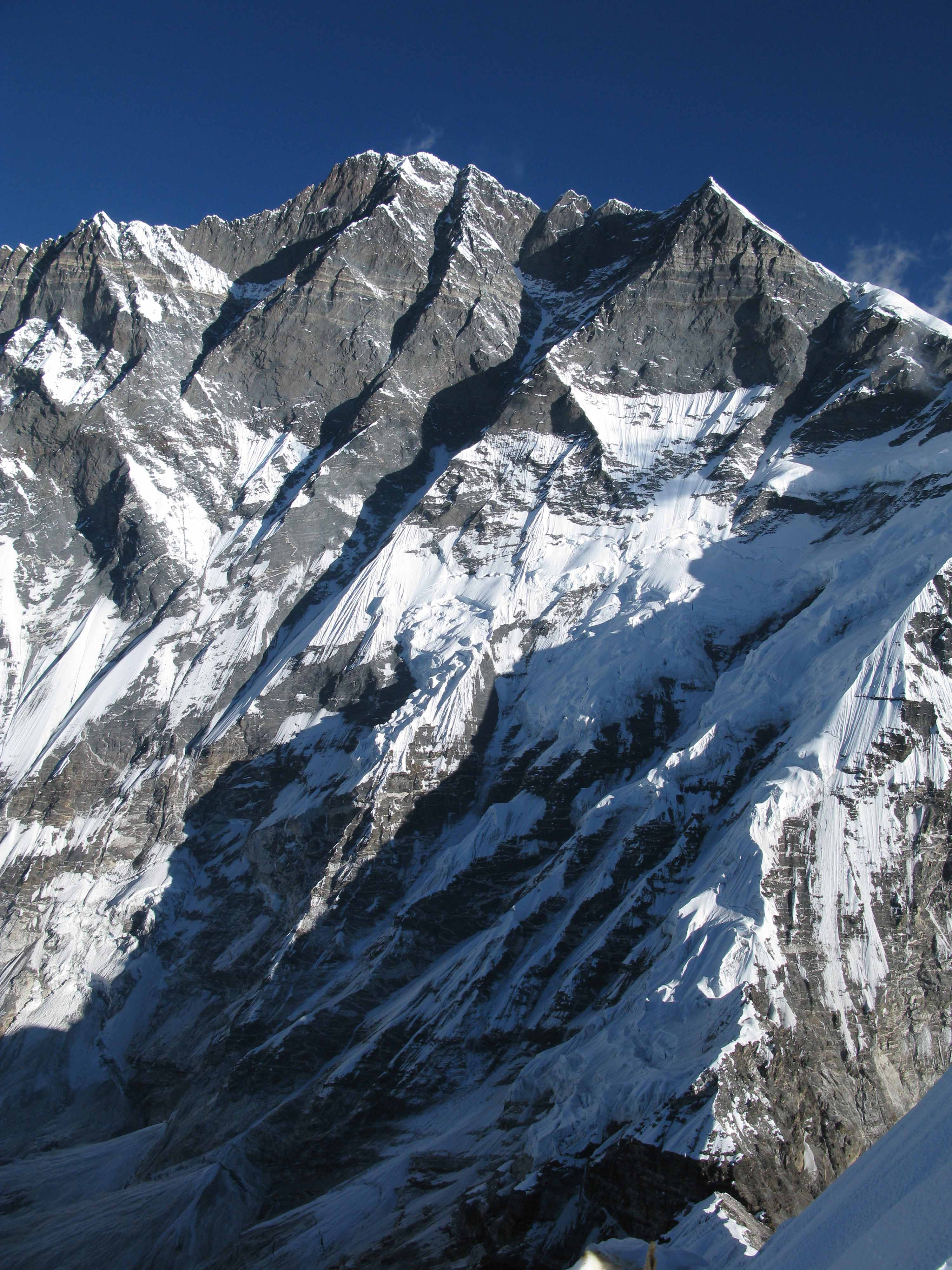
Lhotse und Lhotse Shar

Nach dem Besuch des Realgymnasiums Waidhofen an der Ybbs absolvierte Rolf Walter ein Lehramtsstudium für Leibesübungen und Biologie in Wien und Innsbruck. Danach nahm er eine Lehrtätigkeit am Bundes-Oberstufenrealgymnasium Innsbruck auf.
Während seiner Studienzeit wurde er in den Bergsteigerklub Die Karwendler aufgenommen und unternahm schwierige Fahrten im Alpengebiet. Dazu gehörten die Matterhorn-Nordwand, die Überschreitung der Nadeln (Aiguilles) von Chamonix, der gesamte Peutereygrat in zwei Tagen als damals schnellste Begehung (zusammen mit Helmut Wagner), zwei Winterbegehungen an den Laliderer-Nordwänden, die erste Winterbegehung der direkten Nordwand des Peternschartenkopfes sowie die Goldkappel- und Schüsselkar-Südwand, viele schwierigste Routen in den Dolomiten, im Gesäuse und in den Nördlichen Kalkalpen.
Gemeinsam mit seiner Frau Senta bestieg er den Nevado Huascarán (6768 m) und den Ranrapalca (6162 m) in den peruanischen Anden sowie die Piks Lenin (7134 m), Ismoil Somoni (7495 m) und Korschenewskaja (7105 m) im Pamir. Am 12. Mai 1970 erstieg er als erster den 8383 m hohen Lhotse Shar im Himalaya zusammen mit Sepp Mayerl, dabei verwendeten sie Flaschensauerstoff. Am 9. Mai 1975 unternahm er eine Besteigung des Yalung Kang (Kangchendzönga W-Gipfel), 8505 m.
1972 erhielt er das Tiroler Landessport-Ehrenzeichen (Medaille). Auch konnte Walter vordere Plätze bei internationalen Segelregatten (Katamaran) im Mittelmeer, in der Ost- und Nordsee erringen.
Gemeinsam mit seiner Frau Senta erfror er am 2. oder 3. September 1985 knapp 70 m unterhalb des Mont-Blanc-Gipfels nach Durchsteigung des Peutereygrates in einem Wettersturz. Die Wetterwarten gaben später für diesen Zeitraum Wind-Spitzengeschwindigkeiten von bis zu 200 km/h und Temperaturen um 15 Grad unter Null an.